# 陳國坤
陳國坤（チャン・クォックワン、ダニー・チャン、Danny Chan Kwok-kwan、1975年8月1日 - ）は、香港の俳優である。

## 人物・来歴
1975年8月1日、香港の貧しい漁村に生まれたチャン・クォックワンは、5、6歳の時に観た映画『ドラゴン怒りの鉄拳』のブルース・リーに魅せられ、以来ずっとブルース・リーがアイドルであるという。父に「ジークンドー入門」を買ってもらい、繰り返し本を読み映画を観た彼は、小さな動きから喋り方にいたるまでブルースの真似をする子供で、それは、母、近所の人達や学校でも「小龍」（ブルース・リーの中国名）と呼ばれるほどだったという。
販売員、ペンキ工、土木作業員、ダンサー、ダンスの振り付け師などの仕事を経て映画界入り。キャリアの始めである『壞孩子俱樂部 (原題)』においては、自身のロックバンド”Poet ”でボーカルをつとめた主題歌と、ダンスの振り付けを担当した。
やがてエキストラとして映画にも出演。1996年、手伝いを兼ねて出席した香港の李小龍會（ブルース・リー・クラブ）で写真を撮っていたところを、香港の著名監督であり俳優のチャウ・シンチーの目にとまり、シンチーの事務所と俳優契約を交わすことになった。
2001年には、そのチャウ・シンチー監督主演作品『少林サッカー』で、ダンスの振り付けをするとともに、ゴールキーパー"鬼影擒拿手（魔の手）"役に抜擢される。続く『カンフーハッスル』では斧頭会の組長、サムを演じ、第24回香港電影金像奨で助演男優賞にノミネートされた。同時にこの作品でも斧頭会が踊る手斧ダンスの振り付けを担当している。
以降は、多くの映画ドラマに出演、2008年にブルース・リー役として主演した中国中央電視台（CCTV）の連続ドラマ『ブルース・リー伝説』
が、最高視聴率12.98％を記録し、2000万人が観たという大ヒットドラマとなった。またこの年には、チャウ・シンチーの事務所を辞め自身の会社「詩人會所」を設立。
その後は、何度もリメイクされているカンフー人気ヒーローの馬永貞をテレビドラマで演じるなどアクション俳優として役を広げる一方で、洋酒メーカー、ジョニー・ウォーカーのCMに登場したCGIブルース・リーのモーションキャプチャーを担当したり、『イップ・マン 継承』（2015年）及び『イップ・マン 完結』（2019年）で若き日のブルース・リー役として出演するなど、ブルース・リー俳優としてのイメージは依然として強い。その点については2010年に行われたインタビューにおいて、そのイメージから脱却したいか?という問いに「全然! 僕はそっくりさん俳優。例えば毛沢東を専門に演じる俳優もいるし孫文もそう。誰かがこれらを演じなくちゃいけないんだから」と答えている。
2014年には、映画『カンフー無敵』で知り合った香港の歌手エンメ・ウォンと5年の交際を経て結婚。2016年3月、息子の誕生の報を聞いて『イップ・マン 継承』の北京での記者会見中に現場を離れ、その子に原点であるブルース・リーの映画『ドラゴン怒りの鉄拳』の主人公の名をとって陳真と名付けたことが伝えられた。
趣味は、音楽、オートバイ、エクストリームスポーツ、スケートボード。1998年にオートバイで事故を起こし大けがを負っている。2013年にはスケートボードで半月板を損傷、1年間仕事が出来なかった。

## 主な出演作品

### 映画
- 1995年 壞孩子俱樂部（原題・ダンス振り付け、主題歌兼任）
- 1996年 古惑仔3之隻手遮天（原題）
- 1998年 甜言蜜語（原題）
- 2001年 少林サッカー （ダンス振り付け兼任）
- 2002年 ツイ・ハークの 霊戦英雄伝（ダンス振り付け、主題歌兼任）
- 2002年 一蚊雞保鏢（原題・ダンス振り付け、主題歌兼任）
- 2004年 カンフーハッスル（ダンス振り付け兼任）
- 2005年 カンフー無敵
- 2006年 I’LL CALL YOU
- 2006年 愛得太遲（原題）
- 2007年 心想事成（原題）
- 2007年 這是我的名字，你有什麼意見嗎?（原題）
- 2008年 ミラクル7号
- 2008年 我老婆係賭聖（原題）
- 2008年 大四喜（原題）
- 2009年 家有囍事2009（原題）
- 2010年 越光寶盒（原題）
- 2010年 アイス・カチャンは恋の味
- 2011年 截拳之魂（原題）
- 2015年 道士下山
- 2015年 探靈檔案（原題）
- 2015年 イップ・マン 継承
- 2018年 カンフーリーグ
- 2019年 最佳男友進化論（原題）
- 2019年 ザ・ルーキーズ
- 2019年 イップ・マン 完結
- 2020年 拳道（原題）
- 2022年 新秩序（原題）
- 2022年 極道統一

### テレビ
- 2006年 功夫狀元(原題）
- 2007年 食神（原題）
- 2008年 ブルース・リー伝説
- 2011年 大唐双龍伝
- 2011年 ボディガード 〜翡翠に込めた誓い〜
- 2012年 大營救(原題）
- 2012年 馬永貞（原題）
- 2014年 坐88路車回家（原題）
- 2015年 醫館笑傳(原題）
- 2015年 新猛龍過江（原題）
- 2017年 OCTB －組織犯罪課－